# Фортифікації львівських передмість
Фортифікації львівських передмість — мало вивчений комплекс оборонних споруд колишнього львівського передмістя. За різними проєктами будівництво велось із перервами протягом усього XVII століття. Споруди очевидно ніколи не були збудовані до кінця. Їх значення в обороні Львова також мало з'ясоване. Станом на початок XXI століття існують лише залишки цих споруд, більшість із яких не має персонального охоронного статусу.

## Проєкти
У XVI столітті із вдосконаленням артилерії, стіни і зокрема так званий «високий мур», зведений наприкінці XIII — початку XVI ст., виявились неспроможними вирішити задачі оборони. У зв'язку із цим у Львові проводились роботи з вдосконалення укріплень, було опрацьовано ряд проєктів. В різний час проєкти виконали Бернардо Морандо, Джакомо Бріано, Андреа дель Аква, Павло Ґродзицький. Однак старі укріплення стримували розвиток міста. В той же час львівські передмістя, що у XVII ст. активно розвивались, залишались незахищеними під час облог і практично завжди зазнавали втрат незалежно від успіху в обороні міста. 1648 року львів'яни самостійно спалювали споруди Галицького і Краківського передмість, щоб звільнити перед мурами зону для обстрілу. При цьому передміщани були зобов'язані виконувати повинності з підтримки міських мурів.
Від початку XVII зроблено ряд спроб розробити проєкт нових укріплень, що мали б захистити і передмістя. Ці проєкти можна поділити на два типи. До першого відносяться такі, що утворені навколо існуючого центру міста, але охоплюють значно більшу площу. До другого належать проєкти нових «дочірніх» міст, що мали б розміщуватись поруч, охоплювати значну частину недавніх передмість і базуватись на окремому локаційному привілеї. Такими «дочірніми» поселеннями свого часу стали: Місто Казимира у Кракові, Нове Місто у Дрездені, Нове Місто у Варшаві, Нове Місто у Бережанах. Власне у Львові було розроблено цілий ряд проєктів як першого так і другого типу.

### Проєкти кінця XVI — початку XVII століття
Бернардо Морандо
1589 року до Львова прибув будівничий Замостя, італійський архітектор Бернардо Морандо, присланий канцлером Яном Замойським на прохання райців. Головним завданням Морандо був проєкт вдосконалення укріплень середмістя. Однак тоді ж під його керівництвом викопано шанці під Високим замком. Відсутність ескарпу та піщаний ґрунт спричинились до швидкого руйнування. Документ 1607 року констатує, що шанці осунулись.
Ауреліо Пасаротті
Бартоломей Зиморович свідчить, що 1607 року львівські передміщани звернулись до короля Сигізмунда III з проханням надати привілей на заснування міста Володислав на базі Галицького передмістя. Король дав попередню згоду і вислав інженера Ауреліо Пасаротті, для розробки нових фортифікацій. Пасаротті прибув наприкінці лютого того ж року і розробив три варіанти укріплень, а також виконав макети. Довжина мурів за проєктом Пасаротті мала складати 8610 ліктів, а на мурах було запроєктовано 18 башт. Згідно з планом ширина валу повинна була складати 100 ліктів, висота — 30 ліктів, а при баштах — 60 ліктів. Вартість мала скласти 1 670 368 золотих, окрім роботи мулярів, та військового оснащення. З усього виходило, що через свої масштаби проєкт абсолютно не надається до виконання. Було лише викопано рови під фундаменти однієї з веж. Проти будівництва також протестував магістрат, котрому належали передміські ґрунти. Пасаротті також виконав експертизу існуючих міських мурів, визнавши їх застарілими та непридатними для оборони. 1618 року у Кельні видано збірку гравюр, куди увійшла і панорама Львова, виконана Пасаротті. Нині це найстарше із збережених панорамних зображень Львова (див. Панорама Гогенберга). Жодного з проєктів львівських фортифікацій авторства Пасаротті наразі не віднайдено.
Теофіл Шемберг
Наступного 1608 року король прислав іншого інженера-фортифікатора — Теофіла Шемберга, котрий 16 листопада прибув до Львова із челяддю із п'ятьох чоловік та пробув там один тиждень. Він займався укріпленнями церкви святого Юра і оцінив ситуацію із обороною передмість, зокрема і проєкт Пасаротті. На його думку укріплювати варто було саме Краківське передмістя. А Галицьке він запропонував взагалі знести. Через брак часу власного проєкту не виготовив.
Павло Римлянин
Під тиском короля міський уряд таки змушений був діяти. Оскільки ідеї Пасаротті та Шемберга не надавались до реалізації, 1614 року магістрат доручив місцевому архітектору Павлові Римлянину виготовити інший, менш коштовний проєкт. Останній, спільно із Амвросієм Прихильним та Войцехом Капіносом молодшим виконав нову «делінеацію», котра була на 1683 лікті менша за проєкт Пасаротті. При цьому король далі наполягав на реалізації проєкту Пасаротті. Але на практиці до реалізації будь-якого з проєктів не дійшло.

### Проєкт Фридерика Ґетканта

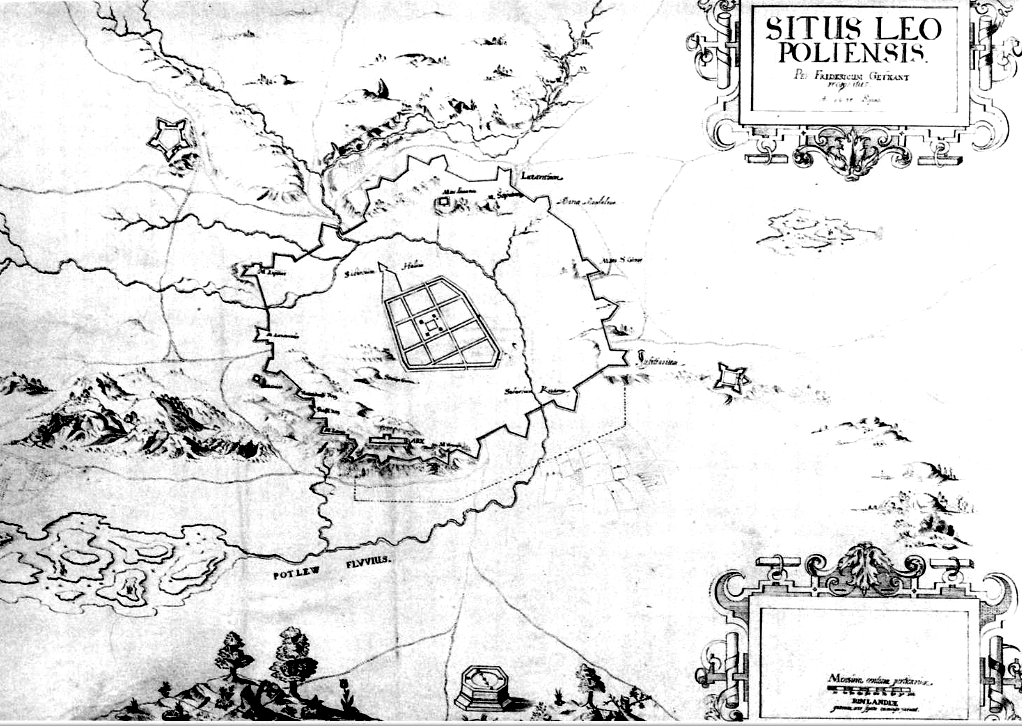
План Фридерика Ґетканта (1635)

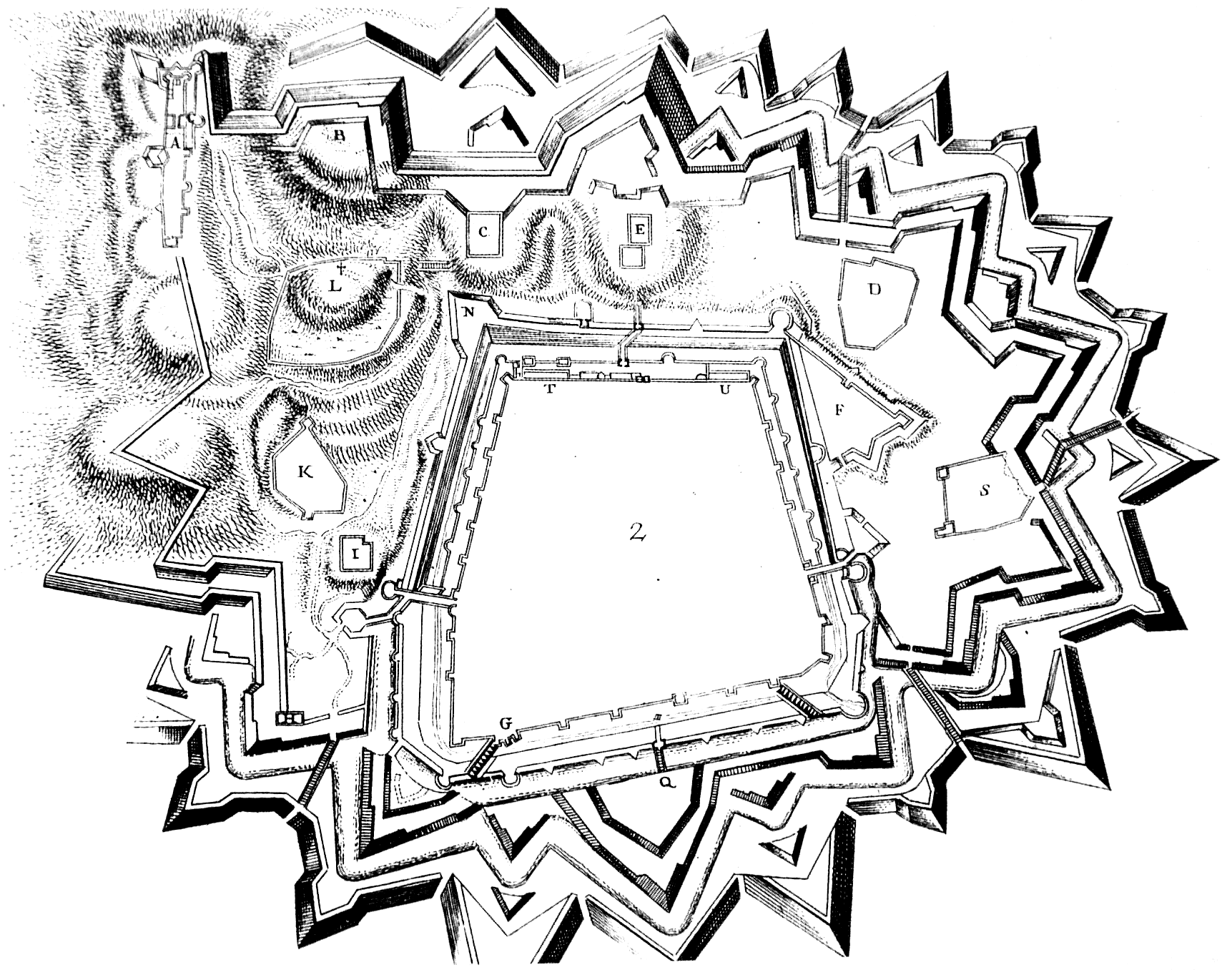
План Яна Бренса (1674)

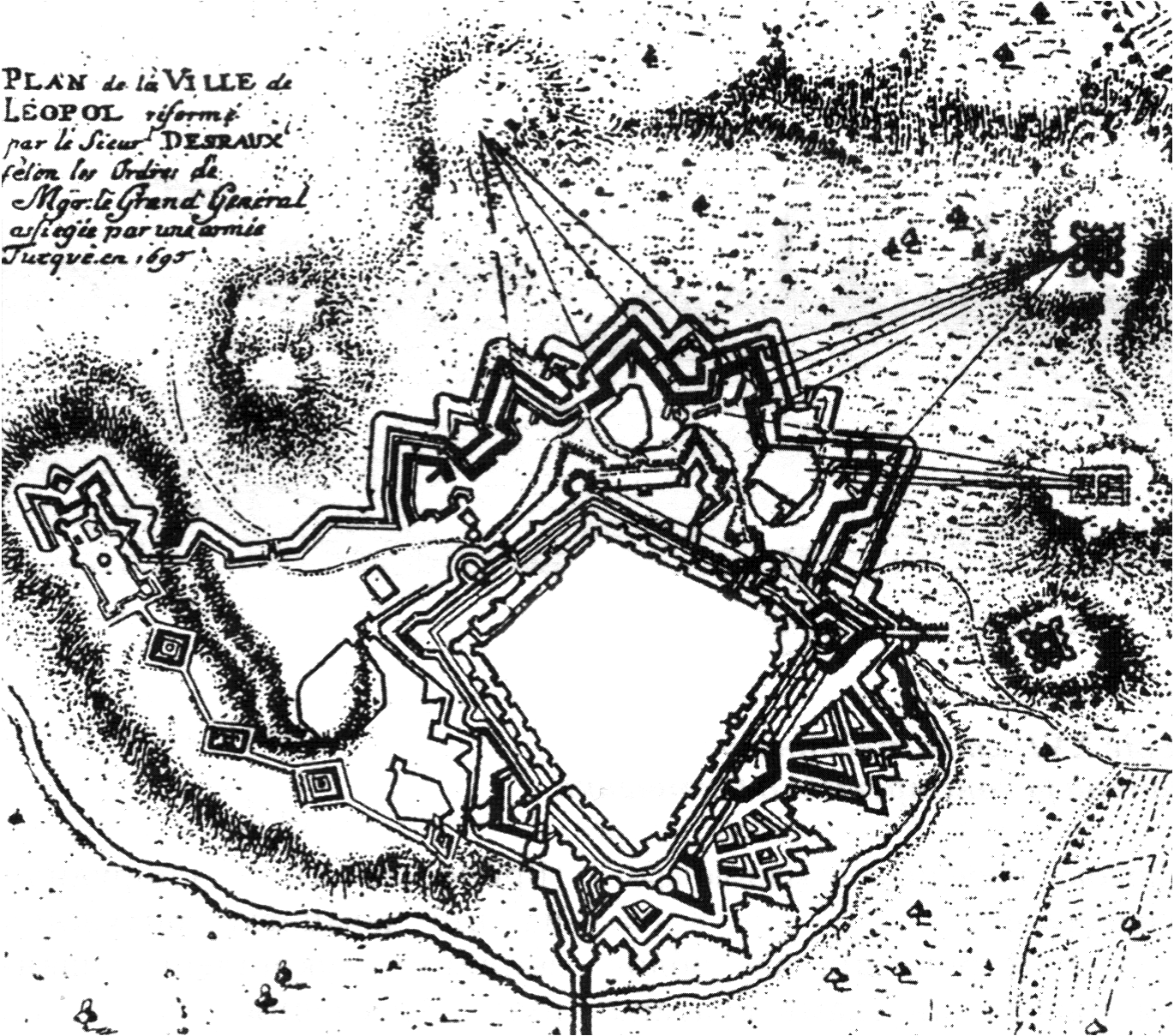
План Десро (1695)

У 1634–1635 роках була ще одна спроба збудувати укріплення. Передміщани звернулись до Володислава II із пропозицією закладення міста під назвою Казимирів, на що було отримано попередню згоду і інженер Фридерик Ґеткант опрацював новий проєкт, що базувався на засадах староголландської і старопрусської шкіл фортифікацій. До нашого часу зберігся проєкт, що знаходиться у Військовому архіві Стокгольма. На думку польського дослідника Ольгерда Чернера це скоріш за все дещо спрощена копія з оригіналу Ґетканта.
Історик Денис Зубрицький дає доволі докладний опис передміських валів: у підніжжі вал мав 15 ліктів (~9 м), верхню платформу 5,5 ліктів (~3,3 м), висота валу — 5,5 ліктів (~3,3 м). Рів глибиною у 4 лікті, ширина знизу 10, вгорі — 18 ліктів (~6 м та 10,8 м). Оточені валами були 228 передміських садиб. Поза її межами залишалось 200.
Відомо, що під час облоги Львова військами Богдана Хмельницького у 1648 році ці укріплення відіграли певну роль у обороні міста. Міщани два дні обороняли місто з валів, після чого перебрались до середмістя та укріплених монастирів. Можна зробити висновок, що уже на тій стадії будівництва вали були реальною оборонною твердинею.
Різні дослідники загалом сходяться на думці, що будівництво східної частини укріплень просувалось скорше за інші і ці споруди найбільше відповідали початковим планам. Значно менше ясності щодо південної частини. На думку Романа Могитича, згадані Іваном Крип'якевичем «Турецькі шанці» на Калічій горі (нинішня Цитадель) були збудовані не турками (як це вважав Крип'якевич), а ймовірно були частиною південної лінії. Аргументує тим фактом, що шанці своєю будовою розраховані на оборону із півдня, а не зі сторони обложеного міста. Про укріплення шпиталю св. Лазаря, та костелу Марії Магдалини під керівництвом Ґетканта свідчить Юзефович. Однак чи були ці монастирі об'єднані оборонною лінією — невідомо.
Західна лінія, на думку Могитича, практично не була збудована. Однак він припускає існування бастіону на Янівському гостинці (нинішня вулиця Шевченка), у районі Кортумової гори. Зокрема він вказує на т. зв. «Копець Дорошенка», котрий згадується у описі облоги Львова Петром Дорошенком у 1672 році.

### Лінія Беренса
Відомо, що полковник Ян Беренс був військовим комендантом Львова після Яна Кжановського. Під керівництвом коронного гетьмана Станіслава Яблоновського він займався укріпленням міста, яке у 1672 році зазнало турецького нападу. Загроза нових нападів залишалась, тому 1674 року Беренс розробив, а в період із 1678 по 1682 рік займався втіленням проєкту фортифікацій передмість.  Планувалось об'єднати у єдиний оборонний комплекс Високий замок та ряд укріплених приміських монастирів: кармеліток босих, кармелітів босих, кларисок, кармелітів взутих. Зі східного боку лінія мала пройти впритул до міських укріплень, а потім, охопивши частину Краківського передмістя, знову з'єднатись із Високим замком.
Роботи розпочато 1675 року під Високим замком. При цьому ймовірно було застосовано залишки споруд створених Бернардо Морандо. Після цього у 1678-1682 роках укріплено монастир кармелітів Босих та насипано вал через Галицьке передмістя, поза монастир кармелітів взутих, аж до нинішньої площі Михайла Грушевського. Нові споруди завдали міщанам значних незручностей, а часом і матеріальних збитків. Так було зруйновано кілька приміських садиб та реквізовано земельні ділянки. Подібні надзвичайні заходи передбачались нормативами. Передміщани були зобов'язані при потребі звільнити від будівель свої ґрунти на відстань до 400 ліктів (бл. 240 м) від міста (міського муру). Ці події описав львівський хроніст Ян Томаш Юзефович, супроводжуючи їх критичними коментарями (ймовірно під час будівництва постраждали якісь маєтки самого Юзефовича). З усього запланованого вдалось реалізувати лише вал від монастиря кармелітів босих (нині вул. Винниченка, 22) до монастиря кармелітів взутих (існував на нинішній вул. Князя Романа). Ймовірно необхідність подальшого знесення будівель, недостатня узгодженість плану із львівським рельєфом та брак коштів стали причиною призупинення робіт.
Було переформатовано тогочасну вуличну мережу, що задало напрямок низці майбутніх вулиць у кварталах, прилеглих до Темричівської (тепер Пекарська), Личаківської, площі Митної. Бастіон перегородив вулицю Темричівську, через що вона змінила напрямок, набувши нинішнього вигляду. Початкова ж її траса була прямою і починалась безпосередньо від площі Митної. Поступово виникли вулиці Вузька (куртина валу), нинішня Академіка Філатова (над ровом), паралельна вулиця Вітвера (рів). Початкова ділянка вулиці Римлянина є колишнім «відтятим» початком Темричівської. В нових умовах він використовувався для зв'язку середмістя з артилерійською батареєю в бастіоні.
На момент будівництва Беренсом нових споруд, вже існували три лінії оборони навколо середмістя. Згідно з проєктом, не передбачалось внесення змін до першої і другої оборонних ліній (високий та низький мур). Третю лінію планувалось модифікувати із західного і південного боків. Нові фіртки мали бути прорізані в мурах з боку Низького замку та у Фарській бастеї. Насипані Беренсом вали мали утворити четверту і п'яту лінії оборони. Проєкт базувався на засадах староголландської і новоголландської бастіонних систем. Елементами першої є використання форс-брейну (передвалу), та форма чола бастіонів, яка дозволяє вести вогонь із барків та куртин. Вплив другої виразився в облицюванні бастіонів каменем, та у формі барків, яка дозволяла розмістити додаткові гармати. Оригінал проєкту зберігається у Львівському історичному музеї.

### План фортифікацій Десро
У Львівському історичному музеї зберігається креслення французького придворного інженера Десро, датоване 1695 роком. Поштовхом до його виконання став напад татар на Львів у лютому того року. Креслення включає і вже створену Беренсом ділянку валів у дещо зміненому на той час вигляді. Згідно з планом, планувалось доповнення існуючих фортифікацій рядом нових вогневих точок, кардинальна перебудува укріплень Високого Замку із застосуванням взаємопов'язаних редут, будівництво західного прясла оборонної лінії. На можливу приналежність проєкту до французької фортифікаційної школи вказують деталі західного прясла, спроєктовані Десро з нуля. Це зокрема посилена розбудова передполя, використання зовнішніх укріплених оборонних точок.

## Оборонна лінія на мапах і кадастрових планах XVIII–XIX століть

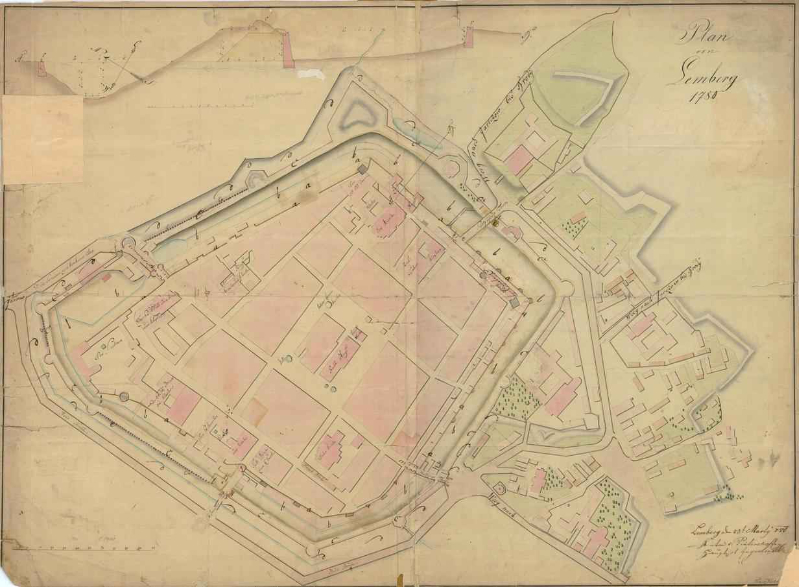
Мапа Франца д'Ертеля 1780 року. Видно середмістя, до якого з південного сходу (зправа — орієнтація неправильна) примикає укріплена частина передмість.

- План Львова 1766 року Жана-Іньяса де Дефіля (дю Дефія, дю Дефі). План фіксує такі відрізки валів: на Змієвій горі та вниз до костелу св. Антонія. Біля колегії Піарів, на Вовчій горі позаду теперішньої Медичної академії. Колегія Піарів зображена разом зі східним крилом, котре однак в той час не існувало. Така дивна деталь можливо пояснюється, планами з будівництва крила, нереалізованими однак через позицію військових, котрі вважали неприпустимим руйнацію бастіону з метою добудови колегії.

- План Львова Франца д'Ертеля 1780 року (підписаний Антоном фон Пінтерсгофеном), що фіксує стан 1772 року. Відображує передміські вали у південно-східному передмісті. Чітко видно реалізовану частину плану Яна Беренса.[14]

- Мапа Фрідріха фон Міґа 1779–1782. Відображає бастіони біля колегії Піарів і на Вовчій горі. Однак укріплень, що донині збереглись на Змієвій горі, на цій мапі не відображено.

- Кадастровий план 1849 року. Фіксує укріплення на схилі від Змієвої гори до костелу св. Антонія та на Вовчій горі, однак на ньому немає валів біля колегії Піарів. Ймовірно вони на той час уже не існували.[17]

## Занепад, сучасний стан
Після шведського погрому 1704 року, місто переживало роки занепаду. Львів поступово втрачав обороноздатність — через недофінансування оборонні споруди руйнувались. 1777 року новою австрійською владою прийнято рішення про розбирання фортифікацій. Поступово ділянки із валами були поглинуті забудовою. Вивченню передміських фортифікацій приділялось мало уваги, часом їх існування взагалі заперечувалось. Через брак інформації та досліджень руйнування валів відбувалось і в XX столітті. Зокрема у 1988–1989 роках при будівництві гаражів було знищено значний відрізок валу за будівлею облвиконкому (нині Обласна адміністрація). Збереглись лише поодинокі фрагменти цих споруд.
У 1996–1999 роках студент Ігор Оконченко, під керівництвом доцента, кандидата архітектури Миколи Бевза виконав магістерську роботу «Оборонні фортифікації XVII ст. у планувальній структурі м. Львова». Було проаналізовано збережені залишки і графічно відтворено трасування колишньої «лінії Беренса» на сучасній топографічній підоснові. Проаналізовано вплив оборонних споруд на мережу вулиць колишнього Галицького передмістя, зроблено аналіз їх приналежності до існуючих на той час фортифікаційних шкіл. Роботу виконано на архітектурному факультеті Державного університету «Львівська політехніка».
Збережені залишки
- Рештки споруд поблизу подвір'я обласної адміністрації. Збереглись залишки ескарпування.
- Земляний вал на вулиці Короленка біля будинку № 8. Скоріш за все колишній вал частково задав напрямок цій вулиці.
- Фрагмент валу за будинком № 6 на вулиці Вузькій у Львові.[20]
- Фрагменти валу в подвір'ї будинків на вулиці Личаківській 7 і 9.
- Під час проєктування будинку для ДАТ Магістральні нафтопроводи «Дружба» на вулиці Павла Римлянина, 3 було виявлено і досліджено фрагмент валу висотою 4—4,5 м із цегляним склепленим казематом, висотою 1,6 м, шириною 2,8—3,1 м. Комісією Управління охорони історичного середовища об'єкт визнано пам'яткою історії. Інститутом «Укрзахідпроектреставрація» розроблено проєкт консервації та часткової реконструкції пам'ятки. Встановлено, що значну частину валу було втрачено під час будівництва тут бункера бомбосховища у 1970-х роках.[21]
- В подвір'ї шкільної установи на вулиці Просвіти, 2.[18]
- Так звані «Турецькі шанці» на південному схилі гори Шембека. У середині XIX століття модифіковані для потреб австрійського оборонного комплексу, відомого як «Львівська цитадель».[9]
- Вали на Змієвій горі. В плані охорони перебувають у дещо вигіднішому становищі у порівнянні з іншими фрагментами оборонної лінії, оскільки розташовані на території ландшафтного парку «Знесіння».
- Земляні вали, із якими Роман Могитич пов'язує згадуваний в документах «Копець Дорошенка». Знаходились у подвір'ї товариства кінологів. У 1970-х роках були повністю розрівняні.

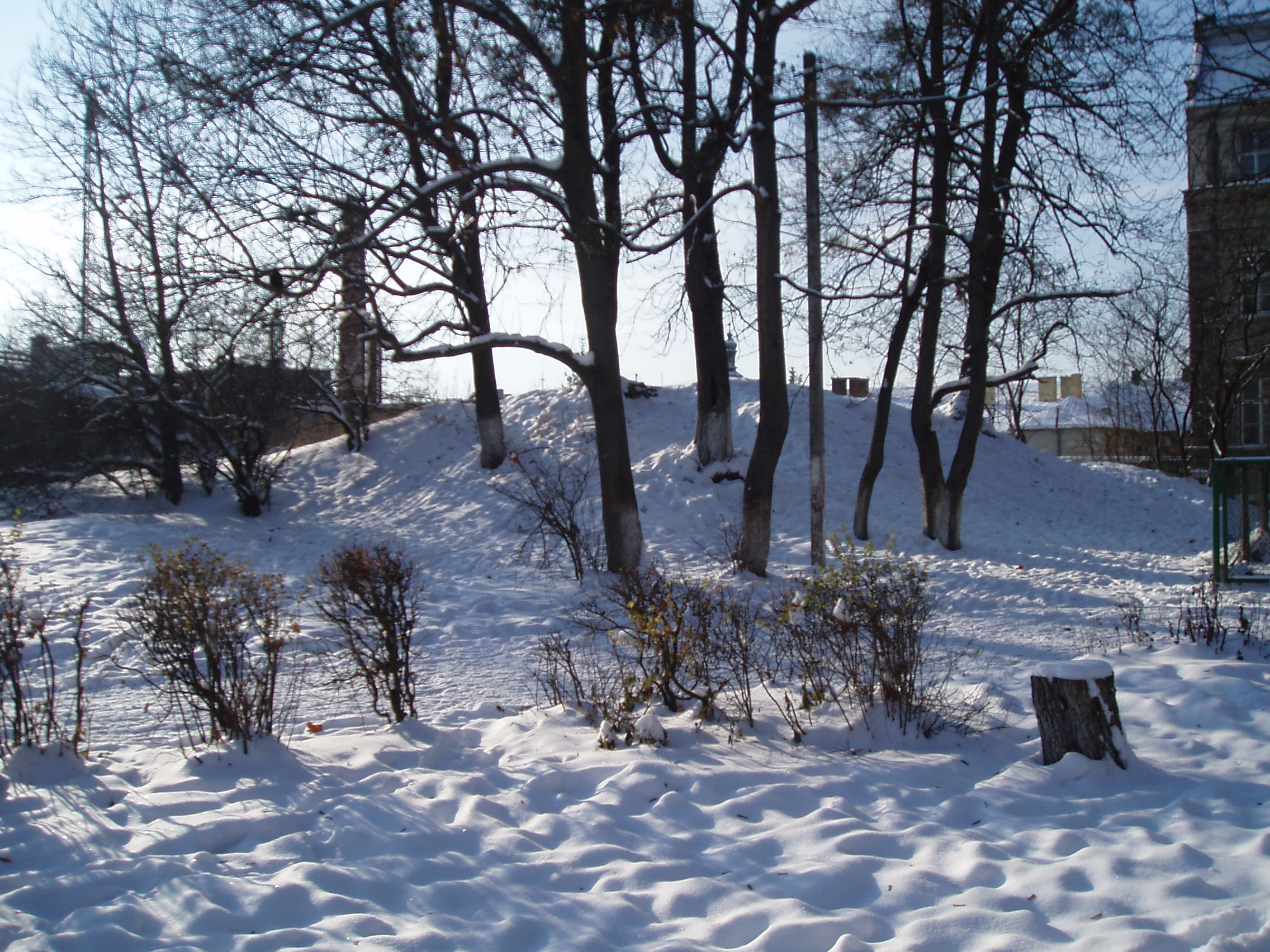
Залишки валів за Обладміністрацією
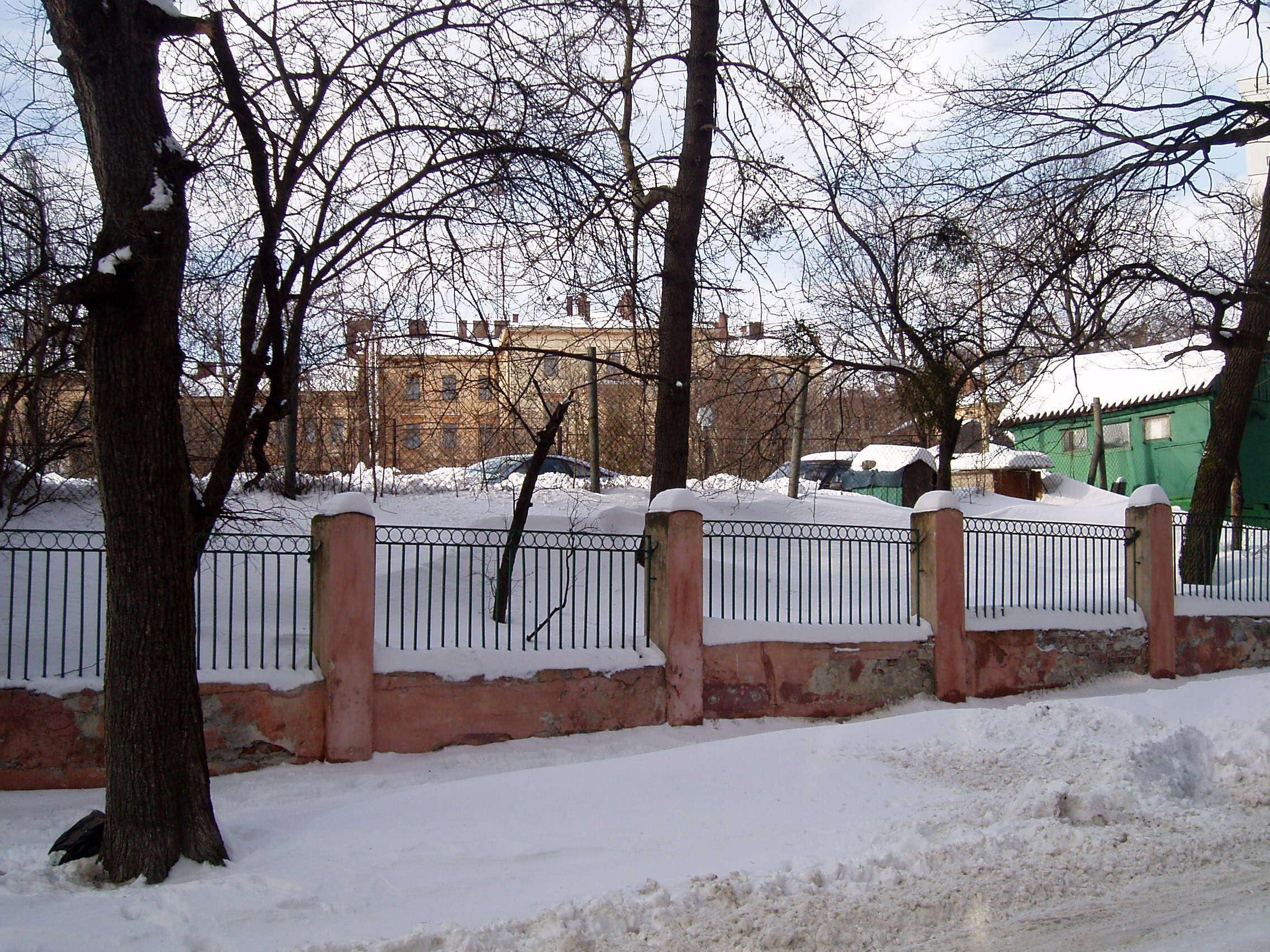
Вал на вулиці Короленка
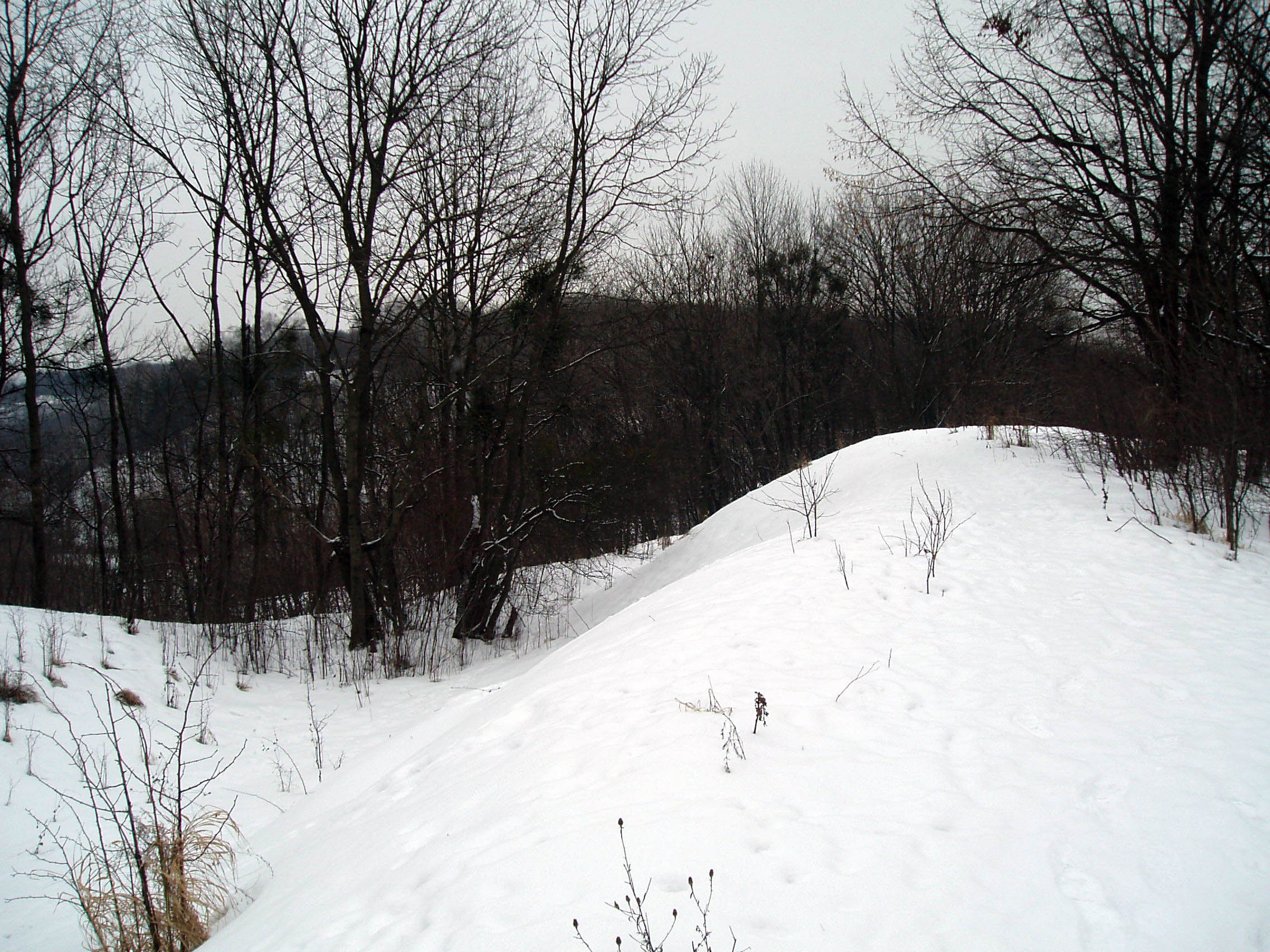
Вали на Змієвій горі
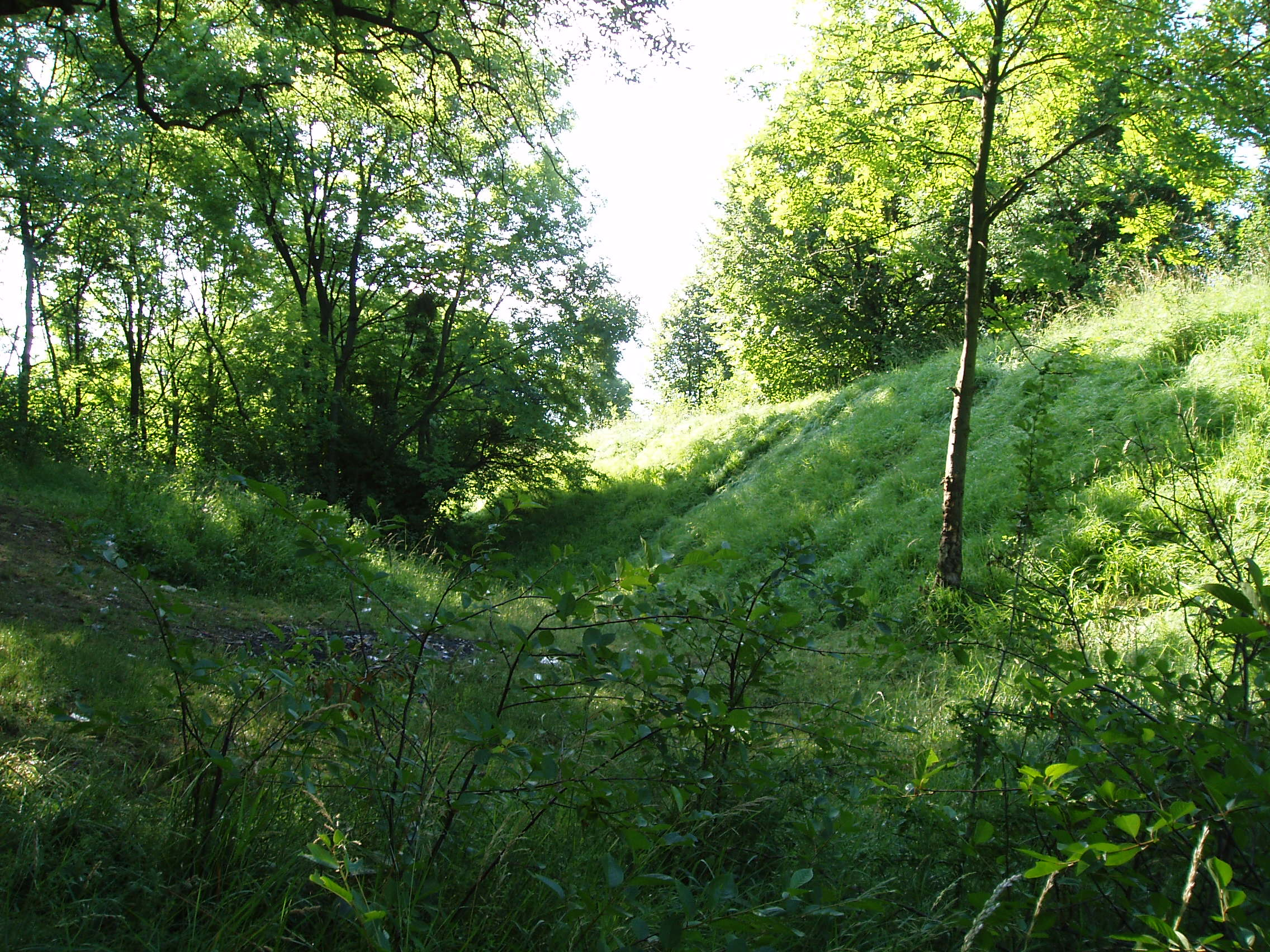
Вали на Змієвій горі